# Fontaine Childebert
La fontaine Childebert, appelée aussi fontaine de l'Abbaye de Saint-Germain-des-Prés, est située dans le 5e arrondissement de Paris, au square Paul-Langevin, près de la rue des Écoles.

## Historique
La fontaine Childebert visible aujourd'hui au square Paul-Langevin est l'une des deux fontaines du même type, située en vis-à-vis au carrefour des anciennes rue d'Erfurth et rue Childebert. Elles sont démontées à la fin du XIXe siècle, la seconde est actuellement remisée au musée Carnavalet.
Les fontaines Childebert ont été bâties en 1715-1717, à la fin de règne de Louis XIV et au début de règne de Louis XV, pour alimenter en eau potable le quartier de l’église Saint-Germain-des-Prés dans le 6e arrondissement de Paris. Leur emplacement d'origine se trouvait à l'angle de la petite rue Sainte-Marguerite (devenue rue d'Erfurth en 1807, voie disparue en 1876 à la suite du percement du boulevard Saint-Germain) et de la rue Childebert (voie disparue en 1867 lors du percement de la rue de Rennes).
Le mécanisme des fontaines a été dessiné par Jean Beausire, l'architecte en chef des travaux publics et des fontaines sous Louis XIV, qui a construit plus de vingt fontaines à Paris entre 1684 et 1740. Victor-Thierry Dailly était chargé de la construction de cette fontaine ainsi que du quartier autour du parvis de l’abbaye Saint-Germain-des-Prés.
L'eau de la fontaine de l'abbaye Saint-Germain a été fournie par la pompe de Notre-Dame et celle de Gros-Caillou.
En 1867, le réaménagement du quartier par le baron Haussmann, afin de permettre la percée du boulevard Saint-Germain et de la rue de Rennes, a nécessité la destruction du site. En 1875, une des fontaines Childebert a été remontée au square Paul-Langevin dans le 5e arrondissement de Paris pour être adossée au mur du somptueux escalier de l'ancienne École polytechnique où on peut l'admirer aujourd'hui.

## Description
La fontaine est composée d'une niche avec deux dauphins sculptés en pierre qui décorent sa partie supérieure. La voûte de la fontaine est ornée d'une coquille. L'eau est distribuée par le mascaron en bronze. À l'origine, une inscription en vers latins du poète Santeul a été gravée sur la partie haute de la fontaine, mais elle n'existe plus de nos jours.
| La ville me donna au cloître, le cloître me rendit a la ville. J'ajoute à la beauté des édifices, et j'offre avec abondance mes eaux aux citoyens |

Elle fait référence au fait que les religieux de l'abbaye Saint-Germain ont obtenu l'accès à l'eau de la ville à condition que leur fontaine servit au public.

## Galerie

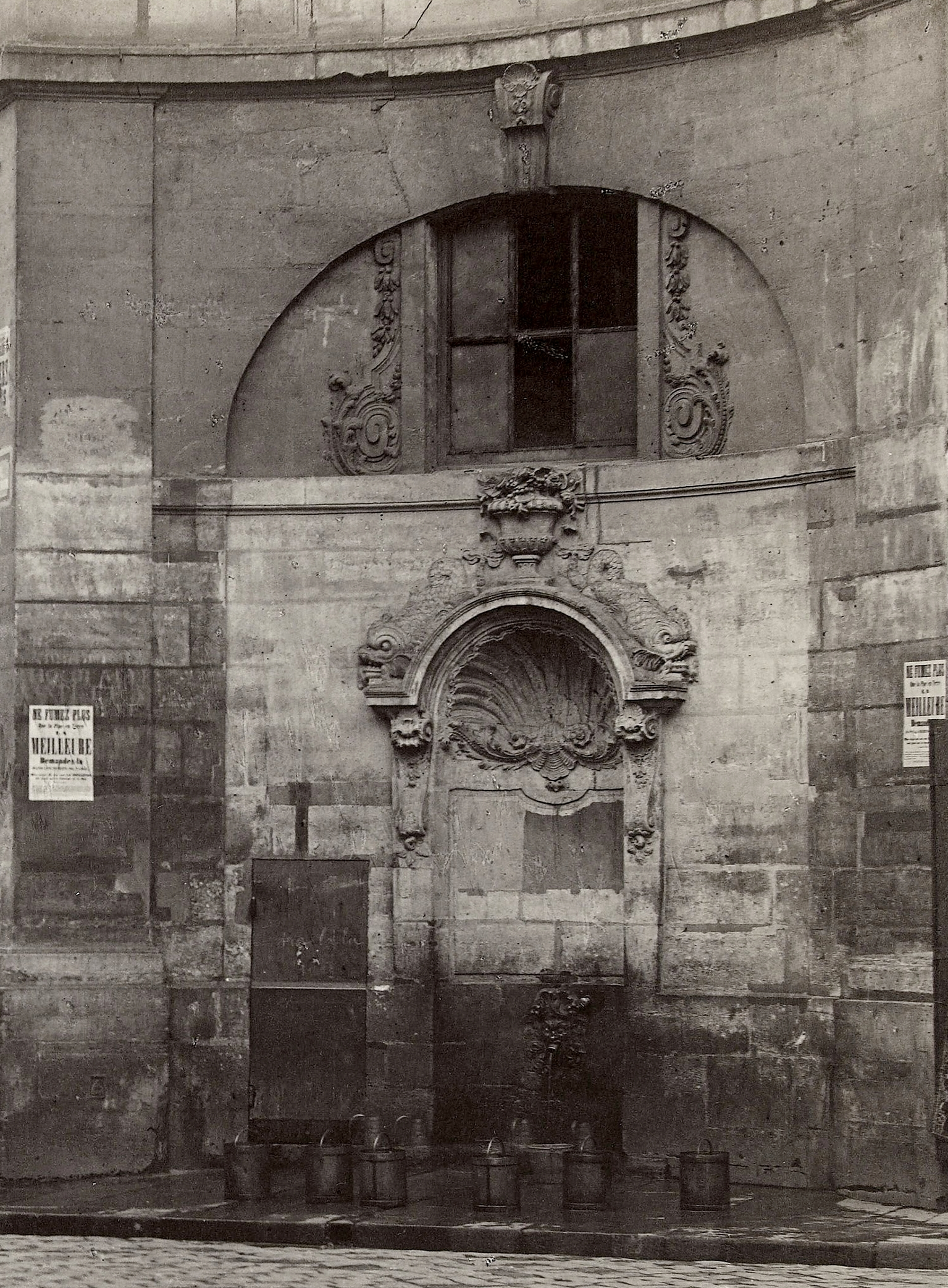
Une des deux fontaines in situ en 1867, photo de Charles Marville.
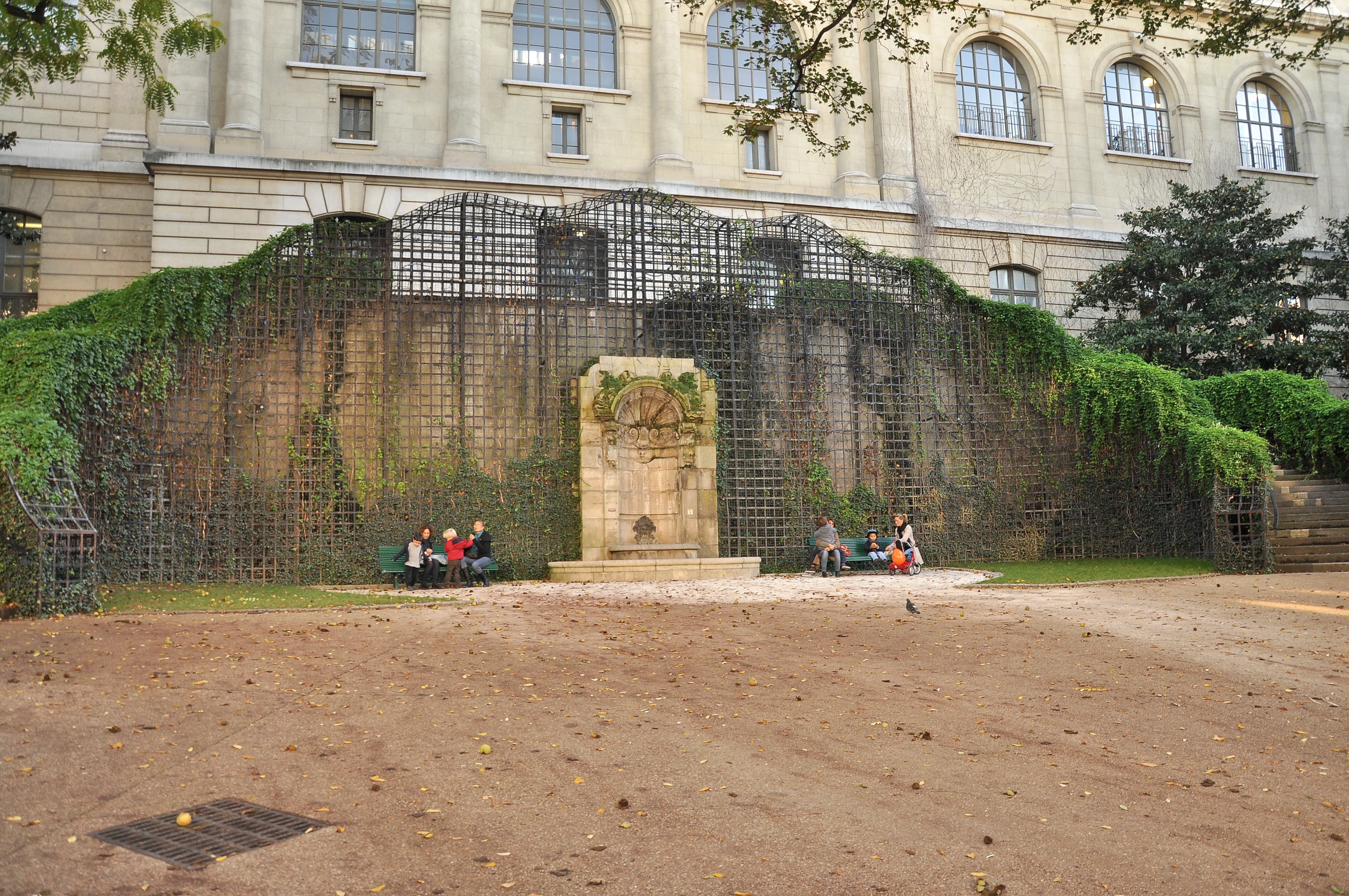
Vue d'ensemble.
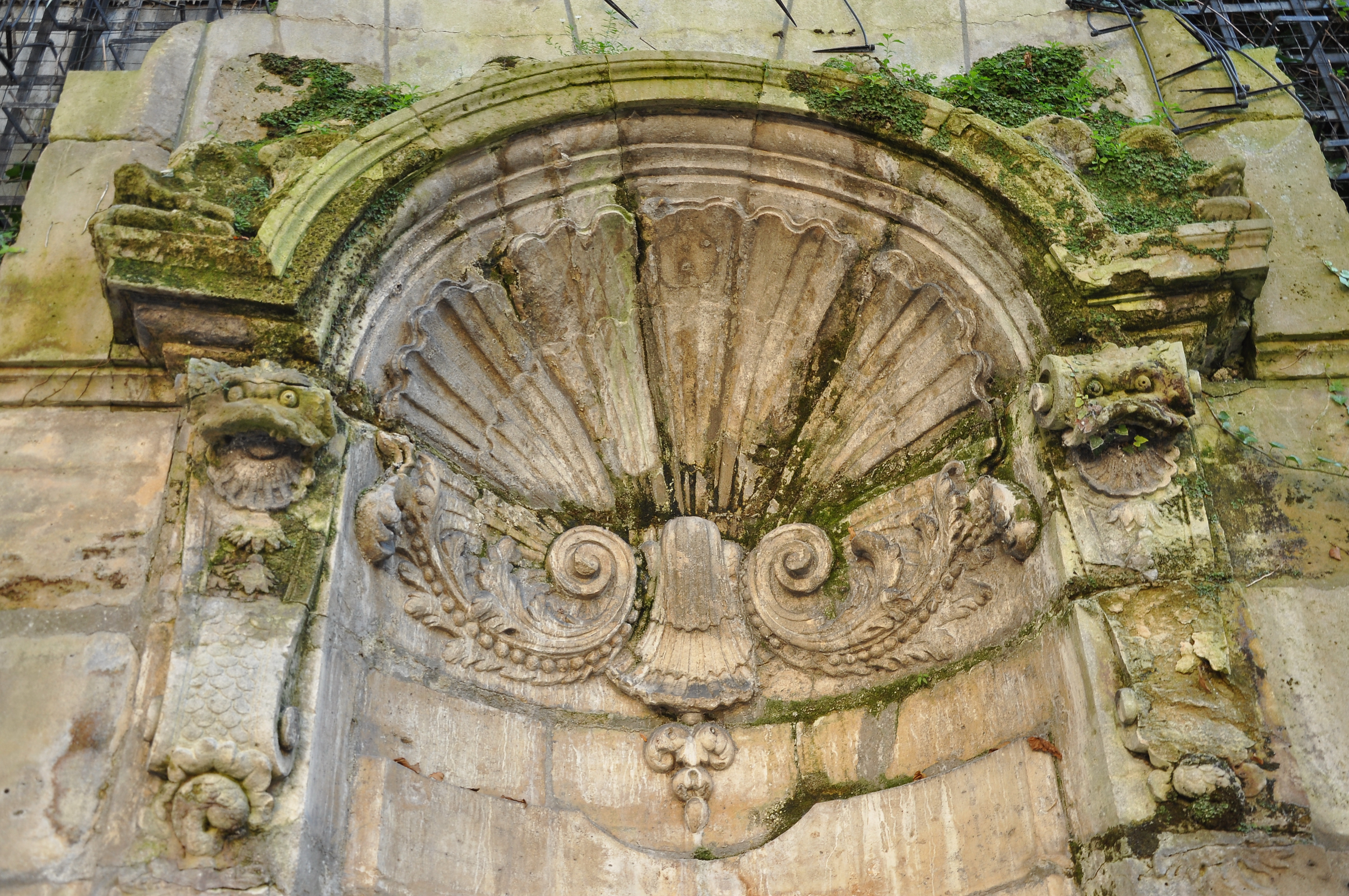
Détail de la voûte.
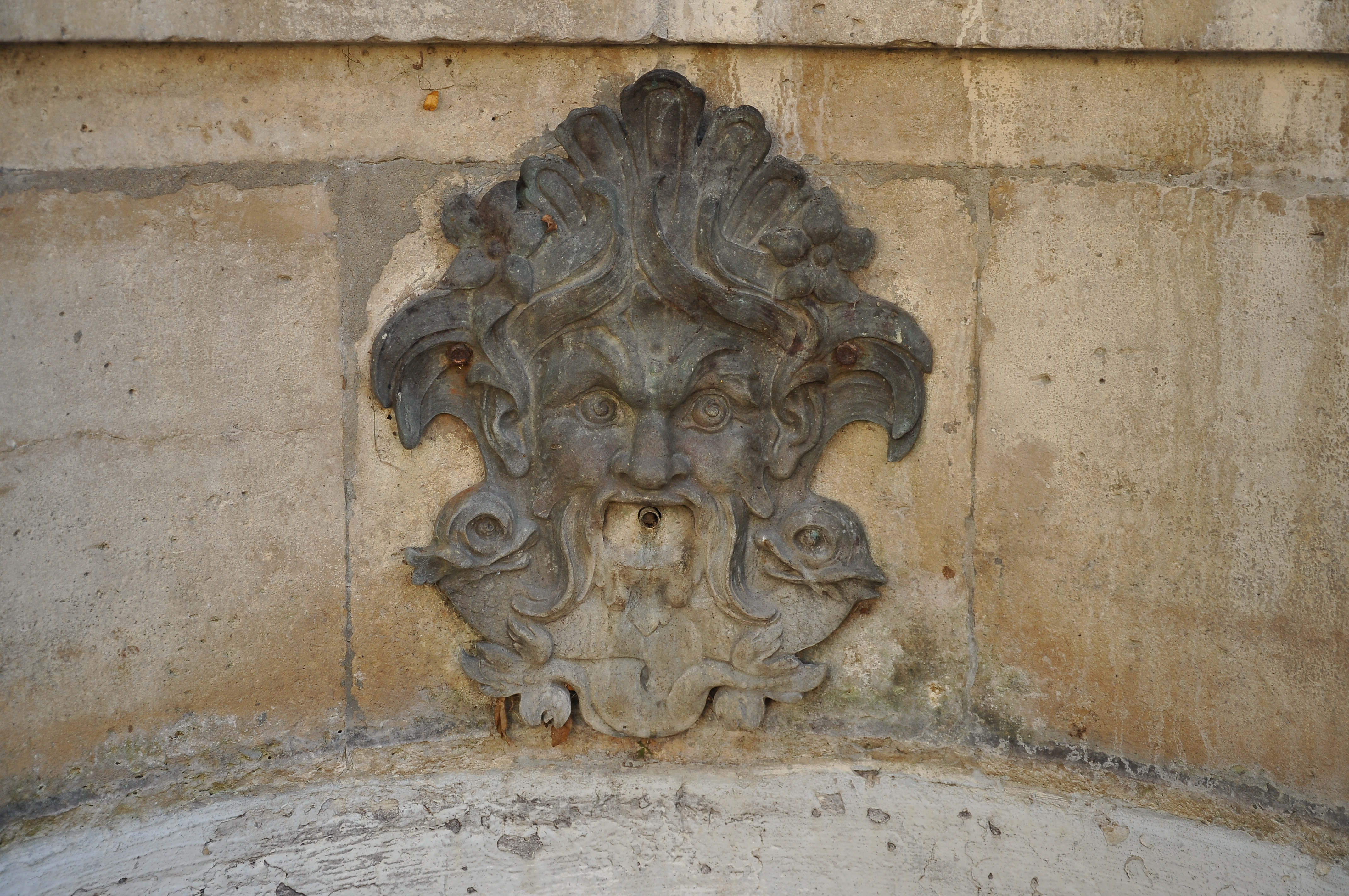
Mascaron.